# La pelea de mi vida
La pelea de mi vida es una película de Argentina dirigida por Jorge Nisco que se filmó en 3D durante 2012 y se estrenó el 6 de septiembre del mismo año. Se trata de un drama deportivo con toques de comedia protagonizado por Mariano Martínez, Federico Amador y Lali Espósito. El guion fue escrito por Jorge Maestro y Federico Mordkowicz, y la producción estuvo a cargo de Argentina Sono Film.

## Sinopsis
Alex (Mariano Martínez) es un boxeador que se va de su país avergonzado y humillado por haber perdido una pelea. Cuando se entera de que es padre de Juani (Alejandro Porro), un chico de 11 años que es fruto de un amor con Sol, su exnovia a la cual abandono al irse, lo hará regresar. 
Juani es el hijo biológico de Alex, que aún no lo sabe, y vive con Bruno (Federico Amador), actual campeón de boxeo del mundo. Alex tratará de acercarse al niño y recuperar su parternidad, pero le será difícil y eso hará que Bruno y Alex peleen por el título.
Alex se enamora de Belén (Lali Espósito), una joven de 20 años niñera de Juani, quien ayudará a que padre e hijo se reencuentren.

## Reparto[4]
El reparto está compuesto por:
- Mariano Martínez como Alejandro 'Alex' Ferraro, "El príncipe".
- Federico Amador como Bruno Molina, "El potro".
- Lali Espósito como Belén.
- Alejandro Porro como Juan 'Juani'.
- Agustina Lecouna como Isabel.
- Mauricio Dayub como Sosa.
- Emilio Disi como Rolo.
- Mariano Argento como Doc.
- Victorio D'Alessandro como Farra.
- Leo Bosio como Rocky.
- Juan Ignacio Machado como Santa Cruz.
- Liliana Benard como Ramona.
- Charly Box como Bermejo.
- Mónica Fleiderman como colombiana.
- Osvaldo Príncipi como relator.
- Julián Zocchi como periodista.

## Taquilla
Con su estreno se ubicó quinta en el ranking con un total de 35.989 entradas vendidas en 98 pantallas, uno de los promedio de espectadores más bajos del mercado.
En total tuvo un bajo rendimiento: convocó a 35.958 espectadores en 89 pantallas, un promedio de 404 espectadores por copia.
Finalmente reunió 83.509 espectadores, ubicándose en el puesto 97 del ranking de la taquilla argentina de 2012.

## Repercusión
El crítico cinematográfico Juan Pablo Cinelli escribió en el diario Página/12 que La pelea de mi vida "cae en la manipulación" y presenta actos retorcidos y psicopáticos como si fueran "legítimas manifestaciones de amor". Sobre el uso de la Estereoscopía en el film, Cinelli agregó que "el recurso del 3D aporta poco y sólo parece un intento de aprovechar la popularidad del recurso en la boletería." Su calificación fue de 4 sobre 10.
La reseña del diario Clarín consideró que "ni los actores, ni el guionista Jorge Maestro, ni el director Jorge Nisco pretenden mucho más que proyectar en una pantalla grande, en una sala oscura, un programa de televisión de 95 minutos", y la calificó como "una típica película televisiva sin mucho más futuro que el de la taquilla inmediata."
En el diario La Nación, Diego Battle señaló la paradoja de que "una película que se promociona con la 'novedad' de la tecnología 3D parece atrasar varias décadas en su propuesta." Y profundizó: "Con estructura dramática, diálogos y actuaciones dignas de un subproducto televisivo, La pelea de mi vida luce como un culebrón mal construido. Cae en los lugares comunes más rancios con los peores recursos. No hay aquí gracia, fluidez, carisma ni inteligencia. Demasiado poco para una película que, por el esfuerzo de su producción y por la popularidad de sus protagonistas, merecía otro resultado final."